# 红纹滞卵蛇
红纹滞卵蛇（学名：Oocatochus rufodorsatus）原称红点锦蛇，俗名水蛇、白线蛇，是目前游蛇科滞卵蛇属（Oocatochus）中唯一的一种。分布于俄罗斯、朝鲜、中華民國以及中国大陆的北京、天津、河北、山西、内蒙古、辽宁、吉林、黑龙江、上海、江苏、浙江、安徽、福建、江西、山东、河南、湖北、广西等地，生活习性为半水生性。其多生活于河滨池塘及其附近的田野、坟堆、屋边菜地或水沟内。该物种的模式产地在浙江舟山群岛。

## 分类变动
本种描述发表时定名 Tropidonotus rufodorsatus，之后有学者先后将本种改隶游蛇属（Coluber）、Ablabes属。1907年，Leonhard Hess Stejneger将本种改隶锦蛇属（Elaphe）称“红点锦蛇”。2001年，瑞士学者因本种为原锦蛇属中惟一半水栖生活和卵胎生繁殖的蛇类，再加上具有许多专有的等位基因，以及内部器官的形态特征，遂以其为模式种新建立单种属-滞卵蛇属（Oocatochus）。

## 形态特征
红纹滞卵蛇头、体背面为棕褐色或淡红褐色，头部背面有3条“∧”形棕褐色或橙黄色斑纹；身体背面前段有4条由镶棕黑色边缘的红褐色点组成的棕黑纵纹，4条纵纹相间有3条浅色纵纹，正中一条为红褐色，两侧的2条为灰褐色。颈部及身体前段腹面为鹅黄色，向尾部逐渐变为浅橘黄色或橘红色，密缀黑黄相间的小棋盘格斑。

## 保护
本种于2023年被收录入《有重要生态、科学、社会价值的陆生野生动物名录》。